# 謝赫羅素足球會
謝赫羅素足球會（Sheikh Russel KC）是一支位於孟加拉達卡的職業足球會，目前於孟加拉足球超級聯賽角逐。